# Thomas Kirk Kristiansen
Thomas Kirk Kristiansen (født 18. februar 1979 i Billund) er en dansk erhvervsmand og LEGO-arving. I 2007 kom han i bestyrelsen i det familieejede selskab, og i 2016 blev han selskabets næstformand, og formand for LEGO Fonden indtil 2023. Han er uddannet markedsføringsøkonom fra Århus Købmandsskole.
Thomas Kirk er søn af Kjeld Kirk Kristiansen, barnebarn af Godtfred Kirk Christiansen og oldebarn af LEGOs grundlægger Ole Kirk Christiansen.